# Хутор № 6
Хутор № 6 — упразднённый посёлок в Бурлинском районе Алтайского края России. Входил в состав Устьянского сельсовета. Исключён из учётных данных в 1987 году.

## География
Располагался к северо-западу от озера Травное, на расстоянии примерно 3 километров (по прямой) к северо-востоку от села Лесное. 

## История
Основан около 1959 года как сельскохозяйственное отделение совхоза «Новоалексеевский № 2».